# Guillaume de Saône
Guillaume, seigneur de Saône et fils de Robert de Saône, était un puissant baron qui tenait Balatanos (en), la Saône et Zardana (en) dans la principauté d'Antioche. 
Après que son père fut exécuté par l'atabeg (ou gouverneur) de Damas Tughtekin en 1119, Guillaume hérita de Balatanos et de la Saône. Zardana, que son père avait perdu avant sa mort, fut rendu à Guillaume par Baudouin II de Jérusalem en 1121. Il soutint la fille de Baudouin II, Alix de Jérusalem, contre le beau-frère de celle-ci, Foulques V d'Anjou, en 1132, mais Foulques remporta la victoire. Guillaume mourut en combattant soit contre les troupes de Foulques, soit contre une armée musulmane. Il avait épousé Béatrice de Saône avec qui il n'eut cependant aucun enfant. Sa veuve se remaria avec Josselin II de Courtenay. 

## Famille
Guillaume était le fils de Robert de Saône dit Robert le lépreux, qui détenait d'importants fiefs dans la principauté d'Antioche. Deux des trois châteaux de Robert - Saône et Balatanos - étaient situés près de Lattaquié, le troisième, Zardana, à l'est de la rivière Oronte. Zardana a été prise par Tughtekin, atabeg de Damas, en 1119. Robert fut capturé pendant le siège et Tughtekin le fit exécuter. Guillaume et son frère, Garenton, héritèrent des domaines de leur père. Saône a été renforcé pendant son mandat ou celui de son père.

## Baron d'Antioche
Le roi Baudouin II de Jérusalem gouverna Antioche au nom du prince mineur, Bohémond II, à partir de 1119. Pour l'historien Thomas Asbridge, Guillaume fut peut-être l'un des barons qui ont persuadé le roi de poursuivre une politique agressive contre les musulmans d'Alep. En effet, l'historien du XIIIe siècle, Ibn al-Adim, a mentionné que Baudouin II avait assiégé Zardana « pour Guillaume » en 1121. Zardana se rendit à Baudouin qui restaura la forteresse à Guillaume. Un an plus tard, les dirigeants Artukides, Ilghazi et Belek attaquèrent conjointement Zardana. Guillaume défendit la forteresse pendant quinze jours avant de la rendre, mais il a rapidement mis en déroute Ilghazi à Harbal. En raison de sa proximité avec Alep, Zardana était l'une des forteresses stratégiquement les plus importantes de la principauté.
Bohémond II assuma le gouvernement d'Antioche en 1126, mais mourut quatre ans plus tard. Sa veuve, Alice, voulait assurer le règne d'Antioche pour elle-même contre son beau-frère, Foulques de Jérusalem, en 1132. Guillaume et son frère la soutenaient, mais Foulques vainquit les alliés d'Alice et nomma Rainald I Masoir pour administrer la principauté. Guillaume mourut soit pendant ce conflit, soit pendant une attaque musulmane contre Zardana. Sa veuve, Béatrice, épousa alors Josselin II de Courtenay.

## Sources
- (eng) Hugh N. Kennedy, Crusader Castles, Cambridge University Press, 1994  (ISBN 0-521-79913-9). - Lire en ligne
- (eng) Thomas Asbridge (en), The Creation of the Principality of Antioch, 1098–1130. The Boydell Press, 2000  (ISBN 978-0-85115-661-3) Lire en ligne.
- (eng) Malcolm Barber, The Crusader States. Yale University Press, 2012  (ISBN 978-0-300-11312-9).
- (eng) Andrew D. Buck, The Principality of Antioch and its Frontiers in the Twelfth Century, The Boydell Press, 2017  (ISBN 978-1-78327-173-3).